# John Heathcote (2e baronnet)
John Heathcote, 2e baronnet (1689 - 6 septembre 1759) de Normanton Park, Rutland, est un marchand britannique et un homme politique whig qui siège à la Chambre des communes à deux reprises entre 1715 et 1741.

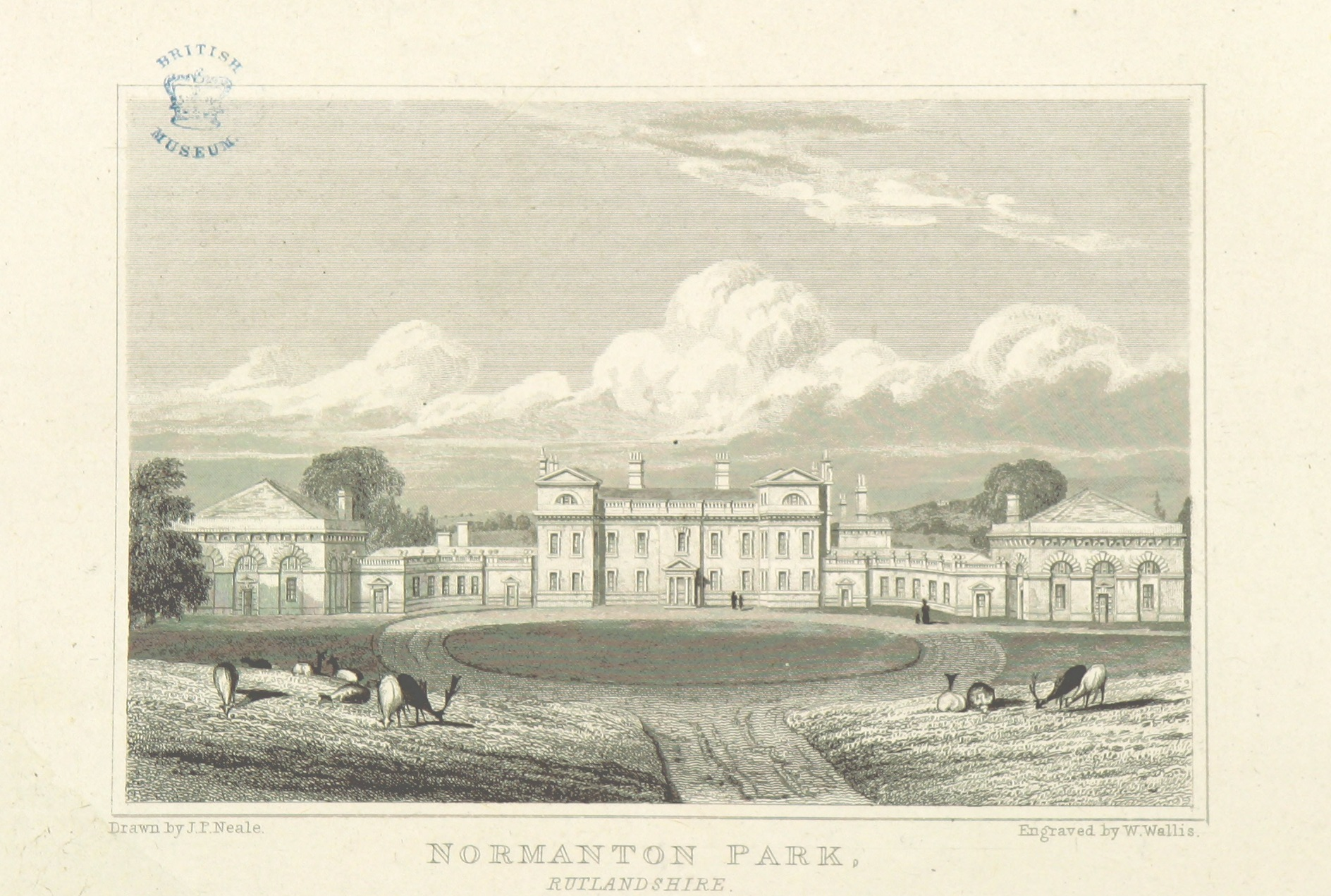
Normanton Park (1818) de John Preston Neale.

## Biographie
Il est le fils aîné de Gilbert Heathcote (1er baronnet), maire de Londres et de son épouse Hester Rayner, fille de Christopher Rayner. Il épouse Bridget White, fille de Thomas White (1667-1732) (en), le 5 août 1720.
Il est élu député whig de Grantham aux élections générales britanniques de 1715. Il ne se représente pas en 1722. Il est administrateur de la Compagnie des Indes orientales de 1716 à 1724 et administrateur de la Banque d'Angleterre à des intervalles fixes entre 1725 et 1735. De 1728 à 1731, il occupe de nouveau les fonctions de directeur de la Compagnie des Indes orientales. Il devient baronnet et hérite de Normanton Park à la mort de son père le 25 janvier 1733.
Il est réélu sans opposition en tant que député de Bodmin lors d'une élection partielle le 9 février 1733, puis lors des élections générales britanniques de 1734. Il vote avec l'administration dans chaque vote par appel nominal, à l'exception du Place bill en 1740. Entre 1735 et 1740, il reconstruit Normanton Hall avec Henry Joynes comme architecte. Il est battu aux élections générales britanniques de 1741 et mène ensuite la vie d'un gentilhomme campagnard, passant sept mois de l'année à Normanton. Une tentative d'obtenir un siège parlementaire à Rutland en 1754 n'aboutit à rien. Il est administrateur du British Museum et président du Foundling Hospital.
Il décède le 5 septembre 1759, à l'âge de 70 ans. Son fils aîné, Gilbert Heathcote lui succède. Son épouse Bridget est décédée le 5 mai 1772. Ils ont deux fils et quatre filles, dont :
- Gilbert Heathcote, 3e baronnet (décédé le 2 novembre 1785), épouse d'abord Margaret Hardwicke (décédée le 10 août 1796) et épouse ensuite en secondes noces, Elizabeth Hudson (décédée le 14 juillet 1813).
- John Heathcote (décédé le 29 juillet 1795) épouse Lydia Moyer (décédée le 14 août 1822). Ils ont deux enfants.
- Bridget Heathcote (décédée le 2 mars 1805) épouse James Douglas (14e comte de Morton).
- Ann Heathcote épouse Robert Hamilton 4e baronnet